# Хорошее (Луганская область)
Хоро́шее (укр. Хороше) — село, относится к Славяносербскому району Луганской области Украины. Де-факто — с 2014 года населённый пункт оккупирован Луганской Народной Республикой.

## Географическое положение
Село расположено у места впадения реки Лозовой в Лугань (бассейн Северского Донца). Соседние населённые пункты: сёла Петровеньки, Пахалёвка, посёлок Фрунзе (выше по течению Лугани) на северо-западе, сёла Червоный Лиман, Богдановка, Заречное, посёлки Криничное, Червоногвардейское на западе, Яснодольск на юго-западе, Криворожье (выше по течению Лозовой) и Лозовский на юге, город Зимогорье (ниже по течению Лугани) на юго-востоке, сёла Степовое на востоке, Новогригоровка и Смелое на северо-востоке.

## История
Являлось селом Черкасской волости Славяносербского уезда Екатеринославской губернии Российской империи.
В июне 1942 года именно при обороне этого села была сделана одна из известнейших фотографий Великой Отечественной войны — «Комбат».
Запечатлённый на ней младший политрук Алексей Гордеевич Ерёменко, погибший в том бою, похоронен здесь же в братской могиле.
По переписи 2001 года население составляло 1607 человек.

## Известные уроженцы
- Константинов, Тихон Антонович (1898—1957) — партийный и государственный деятель Молдавской Автономной Советской Социалистической Республики и Молдавской ССР. Председатель Президиума Верховного Совета Молдавской АССР (1938—1940). Председатель СНК Молдавской ССР (1940—1945).

## Местный совет
93721, Луганская обл., Славяносербский р-н, с. Хорошее, ул. Октябрьская, 10.